# Guvernoratul Idlib

Localizarea guvernoratului în Siria

Guvernoratul Idlib (în arabă: مُحافظة ادلب‎, Muḥāfaẓat Idlib) este un guvernorat în partea nord-vestică a Siriei, fiind situat la granița cu Turcia. Capitala sa este orașul Idlib.